# Любимовка (Самарская область)
Люби́мовка — посёлок в Красноармейском районе Самарской области. Входит в состав сельского поселения Алексеевский.

## История
В 1973 году указом Президиума Верховного Совета РСФСР посёлок отделения № 2 совхоза имени Куйбышева переименован в Любимовку.

## Население
| 2010 |
| ---- |
| 222  |